# Вавиленки
Вавилёнки — деревня в Зуевском районе Кировской области в составе Зуёвского сельского поселения.

## География
Находится на расстоянии примерно 3 километра на юго-запад от районного центра города Зуевка.

## История
Известна с 1678 года, когда в ней отмечено 3 двора, в 1764 году учтено 48 жителей. В 1873 году учтено дворов 9 и жителей 66, в 1905 18 и 94, в 1926 21 и 107, в 1950 22 и 84 соответственно, в 1989 отмечено 27 жителей. 

## Население
Постоянное население  составляло 38 человек (русские 97%) в 2002 году, 20 в 2010.